# Amal : Un esprit libre
Pour plus de détails, voir Fiche technique et Distribution.
Amal : Un esprit libre est un film dramatique belge réalisé par Jawad Rhalib et sorti en 2023,.

## Synopsis
Amal, professeure dans un lycée à Bruxelles souhaite que ses élèves s'expriment librement notamment sur la liberté sexuelle de certains de ses élèves. Elle décide d'enseigner Aboû Nouwâs à ses élèves et se retrouve confrontée à un lever de bouclier des élèves jusqu'aux parents d'élèves. Peu à peu, elle va se sentir menacée et harcelée.

## Fiche technique
Sauf indication contraire, les informations mentionnées dans cette section peuvent être confirmées par les bases de données cinématographiques IMDb et Allociné,  présentes dans la section « Liens externes ».
- Titre original : Amal : Un esprit libre
- Réalisation : Jawad Rhalib
- Scénario : Jawad Rhalib, David Lambert et Chloé Léonil
- Décors : Jean-Pierre Fargeas
- Costumes : Audrey Wilmotte
- Photographie : Lisa Willame
- Son : Lionel Halflants et Alek Goosse
- Montage : Nicolas Rumpl
- Production : Geneviève Lemal
  - Coproduction : Ellen De Waele (de)
- Société de production : Scope Pictures
- Société de distribution : UFO Distribution
- Budget :
- Pays de production :  Belgique
- Langue originale : français et arabe
- Format : couleur — 1,85:1 — son 5.1[3]
- Genre : drame
- Durée : 111 minutes
- Dates de sortie :
  - Belgique : 12 octobre 2023 (Festival du film de Gand) ; 7 février 2024 (en salles)
  - France : 25 novembre 2023 (Les Œillades, Albi)[4] ; 17 avril 2024 (en salles)
- Classification :
  - France : tous publics avec avertissement

## Distribution
- Lubna Azabal : Amal, une professeure de littérature du lycée
- Fabrizio Rongione : Nabil, le professeur de religion du lycée et imam converti
- Catherine Salée : Alice, la directrice du lycée
- Kenza Benbouchta : Monia, la lycéenne lesbienne harcelée
- Ethelle Gonzalez Lardued : Jalila, une lycéenne
- Mehdy Khachachi : Rachid, un lycéen et neveu de Nabil
- Rachid Benbouchta : Mohamed, le père de Rachid
- Malek Akhmiss : Salim, le père de Monia
- Evelyn Ariza : Valentine, la compagne de Salim
- Johan Heldenbergh : Luc, le compagnon d'Amal
- Babetida Sadjo : Sylvie, une collègue d'Amal
- Benoît Verhaert : l'inspecteur Clément

## Distinctions

### Récompenses
- Festival du film Nuits noires de Tallinn 2023 : meilleure actrice pour Lubna Azabal[5]
- Les Œillades 2023, festival du film francophone d'Albi : prix du public[6],[7],[8]

### Sélections
- Festival du film de Gand 2023[9]
- Festival international du film de Palm Springs 2024[10]